# Genius Bar

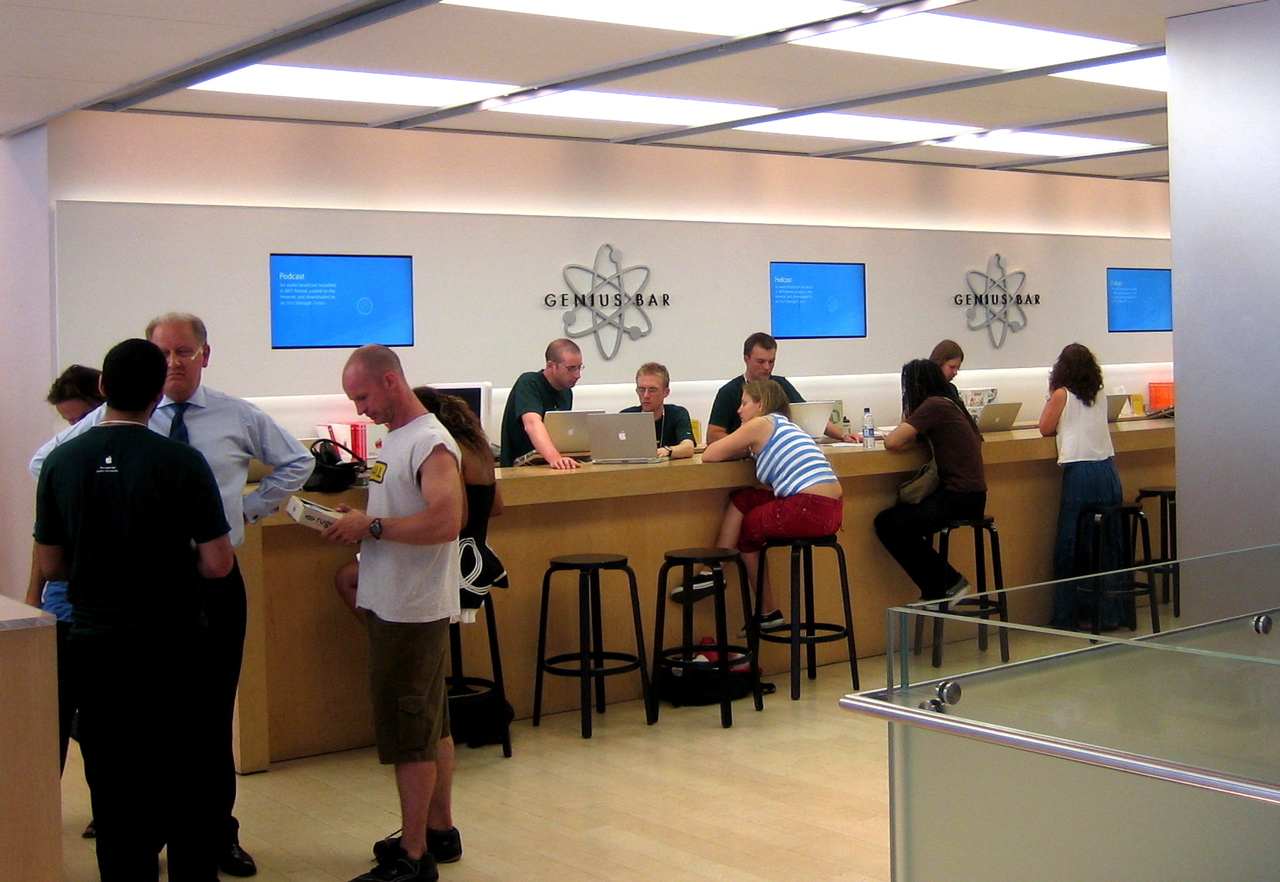
Een Genius Bar in het filiaal in Londen

De Genius Bar is een technische ondersteuningsdienst van Apple Inc.. De locaties bevinden zich binnenin Apple Stores en bieden hulp aan gebruikers bij alle producten en diensten van het bedrijf. De dienst ging van start op 19 mei 2001.

## Beschrijving
De Genius Bar is een lange hoge tafel met barkrukken en wordt bezet door gecertificeerde medewerkers van Apple. Naast technische hulp kunnen aan de Genius Bar ook reparaties plaatsvinden, zoals het vervangen van beeldschermen en batterijwissels. De Genius Bar is een kosteloze dienst, maar werkt alleen op afspraak.